# Matt Benning
Matt Benning (Edmonton, Alberta, 25 de mayo de 1994), apodado Benny, es un jugador profesional canadiense de hockey sobre hielo que se desempeña en la posición de defensor derecho en San Jose Sharks, equipo de la National Hockey League (NHL).

## Carrera
Fue seleccionado en la sexta ronda en la NHL Entry Draft de 2012. En 2016 hizo su debut profesional con el equipo Edmonton Oilers, en el cual jugó cuatro temporadas (2016-2020), después pasó a Nashville Predators (2020-2022), luego a San Jose Sharks, donde lleva jugando dos temporadas.